# Ržiše
Ržiše este o localitate din comuna Zagorje ob Savi, Slovenia, cu o populație de 99 de locuitori.